# Miose
Miose não deve ser confundida com meiose, que é o processo de divisão celular envolvido na reprodução sexual, ou mitose, a divisão celular das células somáticas do corpo.
Miose é um termo médico para a constrição (diminuição do diâmetro) da pupila. É o oposto da midríase. É encontrada em diversas condições médicas, e também pode ser causada por algumas drogas. Os colírios usados para intencionalmente causar miose são chamados de mióticos.

## Causas

### Idade
Quanto maior a idade das pessoas, maior a probabilidade de sofrerem miose.

### Doenças
- Síndrome de Horner (um conjunto de anormalidades no suprimento nervoso da face devido a lesões no sistema nervoso simpático).
- Tumor de Pancoast (um tumor do ápice do pulmão), devido a lesões no trato simpático ascendente que normalmente faria com que a pupila dilatasse.
- Hemorragia na ponte (hemorragia intracraniana)

### Drogas
- Opióides como codeína, morfina, heroína e metadona
- Antipsicóticos, incluindo haloperidol, thorazine, olanzapine, quetiapine e outros
- Agentes colinérgicos, como os usados no tratamento da doença de Alzheimer ou organofosforados, como o sarin.
- Algumas drogas quimioterápicas do câncer
- Mirtazapina
- Trazadona
- Álcool
- Delta-9-tetrahidrocanabinol - THC - Maconha

### Mióticos
Uma substância miótica causa a constrição da pupila. É o oposto de uma substância midriática, que causa a dilatação da pupila.